# Slověnice
Slověnice (Duits: Slowenitz) is een Tsjechische gemeente in de regio Midden-Bohemen, en maakt deel uit van het district Benešov. Het dorp ligt op 6 kilometer afstand van de stad Vlašim.
Slověnice telt 49 inwoners (2025).

## Geografie
Slověnice ligt op zo'n 500 meter afstand van de rivier de Chotýšanka.

## Geschiedenis
De eerste schriftelijke vermelding van het dorp dateert van 1544.
Sinds 1960 maakt Slověnice deel uit van het district Benešov. Tussen 1980 en 1990 was Slověnice een deelgemeente van Divišov.

## Verkeer en vervoer

### Autowegen
Slověnice is te bereiken via diverse regionale wegen. 

### Spoorlijnen
Er is geen station in de gemeente. Het dichtstbijzijnde station is in Vlašim, op zo'n elf kilometer afstand. Dat station ligt aan de spoorlijn van Praag naar Benešov en Vlašim.

### Buslijnen
Er zijn twee bushaltes in de gemeente:
| Halte                | Lijn(en) | Traject(en)       | Vervoerder(s) |
| -------------------- | -------- | ----------------- | ------------- |
| Slověnice, Slověnice | 793      | Vlašim - Ostředek | CŠAD Benešov  |
| Slověnice, Raketárna | 793      | Vlašim - Ostředek | CŠAD Benešov  |

## Bezienswaardigheden
- Dorpskapel

## Galerij

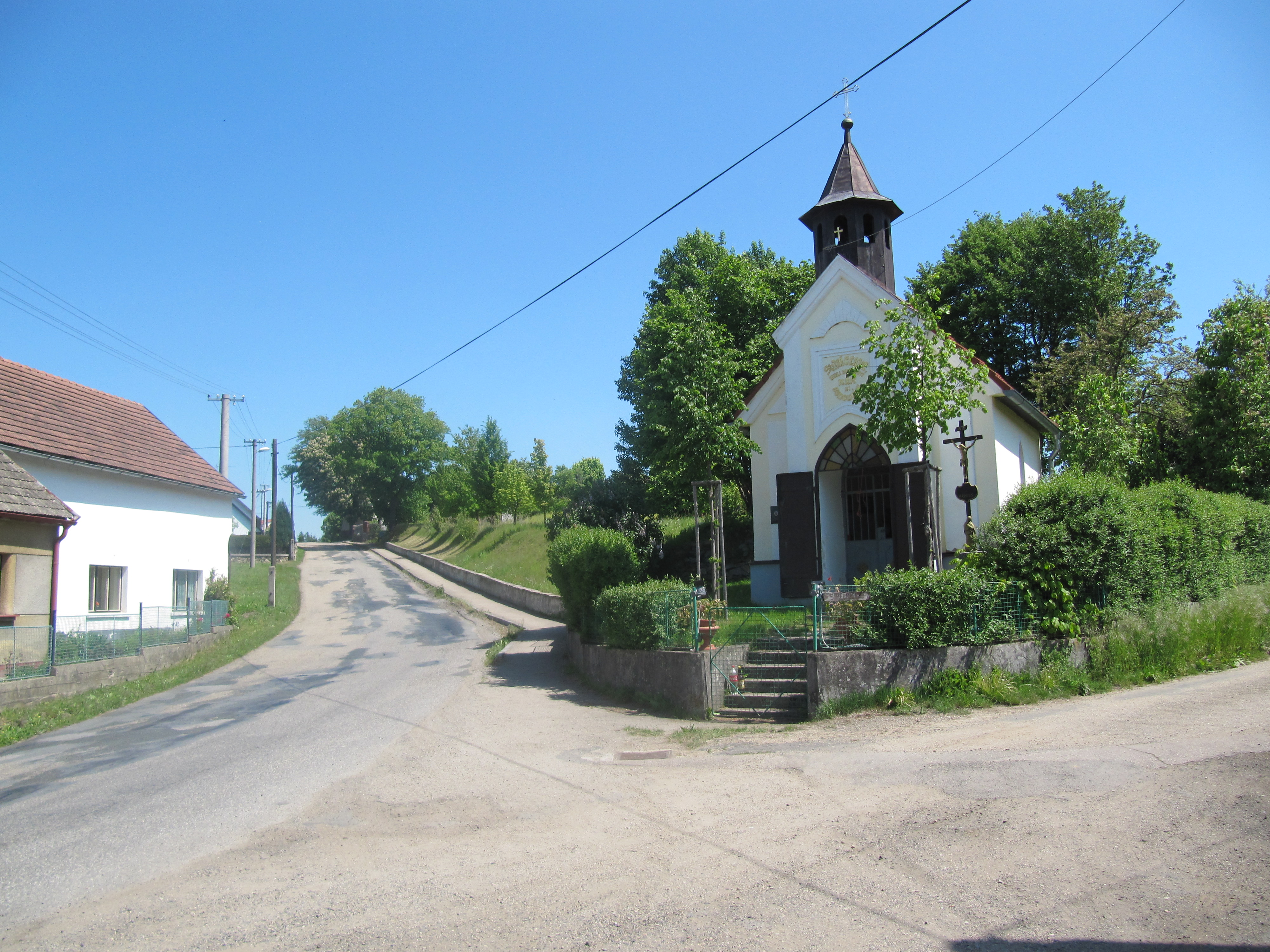
Dorpskapel (2012)
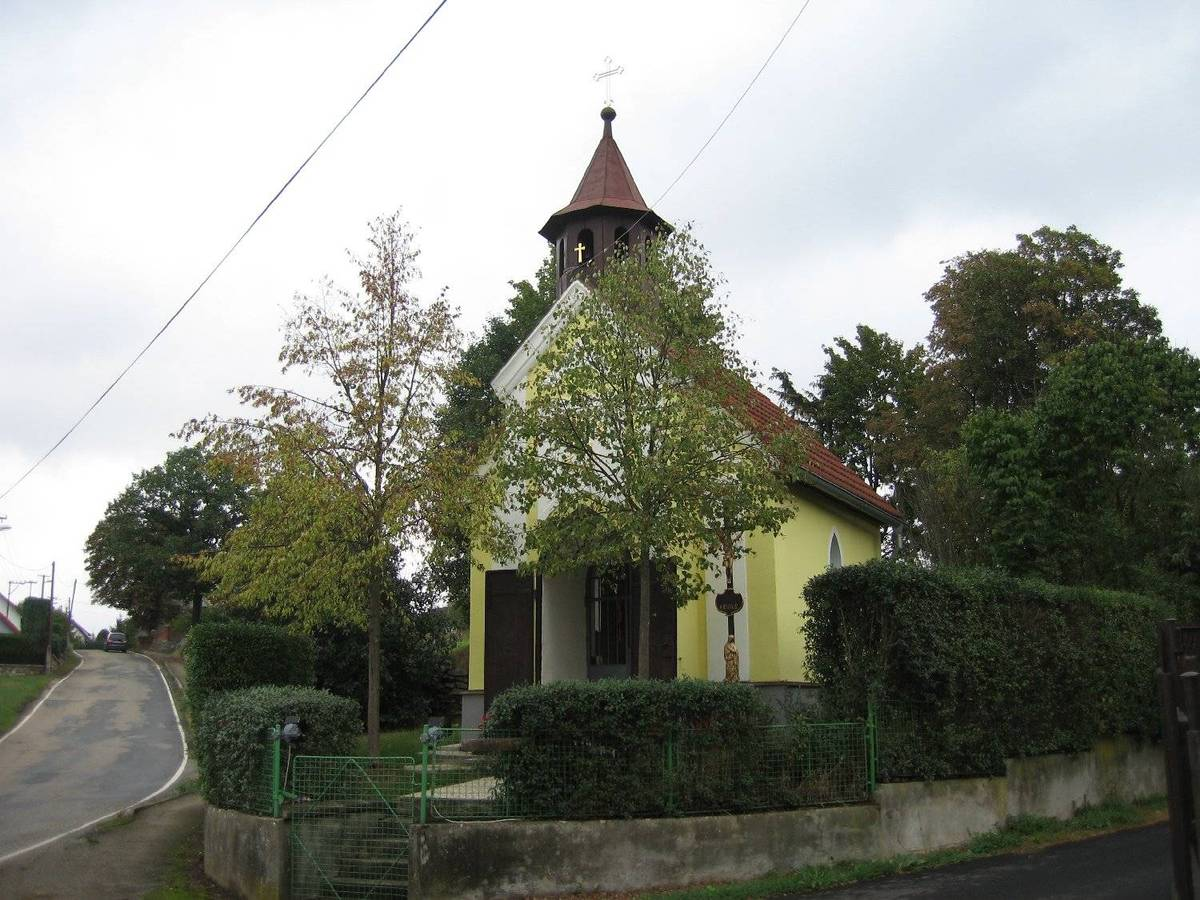
Dorpskapel (2021)